# Inge Lindqvist
Nils Inge Algot Lindqvist, född 26 mars 1937, död 31 maj 2010, var är en svensk jurist som var lagman i Göteborgs tingsrätt från 1992 till 1998. 
Lindqvist utnämndes 23 oktober 1975 till att förutom vara ordförande i hyresnämnden i Göteborg även vara chef för nämndens kansli. Han utnämndes 26 november 1987 till hovrättslagman. Han utnämndes 1 oktober 1992 till lagman i Göteborgs tingsrätt